# Tragic Kingdom
Tragic Kingdom is het derde album van No Doubt. Het werd in 1995 door Trauma Records uitgebracht in de Verenigde Staten. Mede dankzij Tragic Kingdom werd ska-muziek weer populair, en het werd een van de bestverkopende albums van het decennium.
De albumtitel is een parodie op Magic Kingdom, een verwijzing naar Disneyland dat vlak bij de thuisplaats van de band ligt in Anaheim, Californië. Anaheim ligt in Orange County dat vernoemd is naar sinaasappels, voorheen een belangrijk product in het gebied. De albumhoes is een parodie van labels die op sinaasappeldozen werden gebruikt.

## Muziek
"Just a Girl" was de eerste single van het album en kwam in Amerika op nummer 23 in de Billboard Hot 100- en op 10 in de Modern Rock Tracks-hitlijst. In het Verenigd Koninkrijk kwam het nummer op nummer 3 in de singleslijst terecht. "Just a Girl" is geschreven in D-majeur, 4/4-maat op 110 beats per minute. De openingsriff is geschreven door Eric Stefani. Het nummer is sterk beïnvloed door newwavemuziek, met geluid uit een Roland Jupiter-8, keyboards en effecten uit de jaren 80 en retrogeluiden.
De tweede single was "Spiderwebs" die in Amerika tot nummer 5 kwam. In Nederland kwam het nummer niet verder dan de Tipparade. De tekst gaat over een man die Gwen regelmatig opbelde om slechte poëzie voor te dragen.
De derde single was No Doubts bekendste nummer, "Don't Speak". Het nummer stond de laatste week van 1996 en de eerste zes weken van 1997 boven aan de Top 40.

## Tracklist
| #  | Titel            | Schrijver(s)                          | Duur |
| -- | ---------------- | ------------------------------------- | ---- |
| 1  | Spiderwebs       | Gwen Stefani, Tony Kanal              | 4:28 |
| 2  | Excuse Me Mr.    | G. Stefani, Tom Dumont                | 3:04 |
| 3  | Just a Girl      | G. Stefani, Dumont                    | 3:29 |
| 4  | Happy Now?       | G. Stefani, Dumont, Kanal             | 3:43 |
| 5  | Different People | Erik Stefani, G. Stefani, Kanal       | 4:34 |
| 6  | Hey You          | G. Stefani, Kanal                     | 3:34 |
| 7  | The Climb        | E. Stefani                            | 6:37 |
| 8  | Sixteen          | G. Stefani, Kanal                     | 3:21 |
| 9  | Sunday Morning   | Kanal, G. Stefani, E. Stefani         | 4:33 |
| 10 | Don't Speak      | E. Stefani, G. Stefani                | 4:23 |
| 11 | You Can Do It    | G. Stefani, E. Stefani, Dumont, Kanal | 4:13 |
| 12 | World Go 'Round  | Kanal, G. Stefani                     | 4:09 |
| 13 | End It on This   | G. Stefani, Dumont, Kanal, E. Stefani | 3:45 |
| 14 | Tragic Kingdom   | E. Stefani                            | 5:31 |

## Medewerkers
- Gwen Stefani – zang
- Tom Dumont – gitaar
- Tony Kanal – basgitaar
- Adrian Young – percussie, drums
- Phil Jordan – trompet
- Gabrial McNair – keyboard, trombone
- Stephen Bradley – keyboard, trompet
- Bill Bergman – saxofoon
- Aloke Dasgupta – sitar
- Melissa Hasin– cello
- Nick Lane – trombone
- Les Lovitt – trompet
- Stephen Perkins – steeldrums
- Greg Smith – baritonsaxofoon
- Matthew Wilder – keyboard
- Eric Stefani – keyboard
- Producer: Matthew Wilder
- Mixing: David J. Holman, Paul Palmer
- Mix-studio: Cactus Studio
- Mastering: Robert Vosgien
- Fotografie: Dan Arsenault, Shelly Robertson